# Гилберт Њутон Луис
Гилберт Њутон Луис ForMemRS (енгл. Gilbert Newton Lewis; Вејмут, 23. октобар 1875 — Беркли, 23. март 1946) је био амерички физикохемичар, и декан Хемијског колеџа на Калифорнијском универзитету у Берклију. Луис је био најпознатији по свом открићу ковалентне везе и концепту електронских парова; његове структуре Луисових тачака и други доприноси теорији валентне везе обликовали су модерне теорије хемијског везивања. Луис је успешно допринео хемијској термодинамици, фотохемији и раздвајању изотопа, а познат је и по свом концепту киселина и база. Луис је такође истраживао релативност и квантну физику, а 1926. је сковао термин „фотон“ за најмању јединицу енергије зрачења.
Г. Н. Луис је рођен 1875. године у Вејмуту у Масачусетсу. Након што је докторирао хемију на Универзитету Харвард и студирао у иностранству у Немачкој и на Филипинима, Луис се преселио у Калифорнију 1912. да предаје хемију на Калифорнијском универзитету у Берклију, где је постао декан Хемијског колеџа и провео остатак свог живота. Као професор, уградио је термодинамичке принципе у наставни план и програм хемије и реформисао хемијску термодинамику на математички ригорозан начин доступан обичним хемичарима. Почео је да мери вредности слободне енергије везане за неколико хемијских процеса, како органских тако и неорганских. Године 1916, такође је предложио своју теорију везивања и додао информације о електронима у периодном систему хемијских елемената. Године 1933, започео је своја истраживања о раздвајању изотопа. Луис је радио са водоником и успео је да пречисти узорак тешке воде. Затим је изнео своју теорију киселина и база, и радио је у фотохемији током последњих година свог живота.
Иако је номинован 41 пут, Г. Н. Луис никада није добио Нобелову награду за хемију, што је резултирало великом контроверзом о Нобеловој награди. С друге стране, Луис је био ментор и утицао на бројне нобеловце на Берклију, укључујући Харолда Клејтона Јурија (Нобелова награда за 1934), Вилијама Ф. Џиока (Нобелова награда за 1949), Глена Т. Сиборга (1951. Нобелова награда), Виларда Либија (Нобелова награда за 1960), Мелвина Калвина (1961. Нобелова награда) и тако даље, претварајући Беркли у један од најпрестижнијих светских центара за хемију. Дана 23. марта 1946, Луис је пронађен мртав у својој лабораторији у Берклију где је радио са цијановодоником; многи су претпоставили да је узрок његове смрти самоубиство. Након Луисове смрти, његова деца су пратила очеву каријеру у хемији, а Луис Хол на кампусу Беркли је назван по њему.

## Биографија

### Младост
Луис је рођен 1875. године и одрастао је у Вејмуту у Масачусетсу, где постоји улица названа по њему, Г.Н. Луис Веј, код Самер улице. Поред тога, крило новог одељења за хемију средње школе у Вејмуту је именовано у његову част. Луис је основно образовање стекао код куће од својих родитеља, Френка Веслија Луиса, адвоката независног карактера, и Мери Бер Вајт Луис. Читао је са три године и био је интелектуално прерано сазрео. Године 1884. његова породица се преселила у Линколн, Небраска, а 1889. је добио своје прво формално образовање у припремној школи универзитета.
Године 1893, након две године на Универзитету у Небраски, Луис је прешао на Универзитет Харвард, где је стекао диплому. 1896. Након годину дана предавања на Филипс академији у Андоверу, Луис се вратио на Харвард да би студирао код физичког хемичара Т. В. Ричардса и стекао докторат 1899. године, са дисертацијом о електрохемијским потенцијалима. Након годину дана предавања на Харварду, Луис је отишао с путном стипендијом у Немачку, у центар физичке хемије, и студирао код Валтера Нернста у Гетингену и код Вилхелма Оствалда у Лајпцигу. Док је радио у Нернстовој лабораторији, Луис је очигледно развио доживотно непријатељство са Нернстом. У наредним годинама, Луис је у више наврата почео да критикује и осуђује свог бившег учитеља, називајући Нернстов рад на његовој теореми топлоте „несрећном епизодом у историји хемије“. Нернстов пријатељ из Шведске, Вилхелм Палмер, био је члан Нобеловог комитета за хемију. Постоје докази да је користио процедуре номиновања и извештавања за Нобелову награду да блокира Нобелову награду за Луиса у области термодинамике тако што је три пута номиновао Луиса за награду, а затим користио своју позицију члана одбора за писање негативних извештаја.

## Научни рад
Студије (последокторске) наставио је код славних физикохемичара тога доба, Вилхелма Освалда у Лајпцигу и Валтера Нернста у Гетингену.
Године 1908, објавио је први рад из серије о релативности, где је извео везу између масе и енергије друкчије од Ајнштајна. Такође је увео термодинамички концепт фугасности у раду, "The osmotic pressure of concentrated solutions, and the laws of the perfect solution," J. Am. Chem. Soc. 30, 668-683 (1908).
Године 1916, формулисао је идеју да ковалентну везу образују заједнички електронски парови. Његове идеје о хемијској вези проширио је Ирвинг Лангмјур што је инспирисало Полинга да започне испитивање природе хемијске везе. Те године је објавио оно што данас називамо Луисовим структурама и модел кубичног атома.
Године 1919, испитивањем магнетних особина раствора кисеоника у течном азоту, нашао је да долази до образовања молекула O4 што је био први доказ о постојању четвороатомског кисеоника.
Године 1923, формулисао је електронску теорију кисело-базних реакција што данас знамо као Луисову теорију: Луисова база је акцептор (прималац) електрона а Луисова база" донор (давалац) електрона.
Из радова Виларда Гибса, било је познато да се хемијске реакције одвијају до достизања равнотеже одређене слободном енергијом реактаната. Луис је провео 25 година одређујући слободне енергије различитих супстанци. Године 1923. објављивањем тих резултата са Рандалом Луис је хемијску термодинамику увео као модерну научну дисциплину.
Године 1926, смислио је термин „фотон" за најмању јединицу енергије зрачења.
Луис је први направио деутеријум оксид (тешку воду) 1933. године.